# Doughertyho ostrov
Doughertyho ostrov (Dougherty Island) je přízračný ostrov v jižní části Tichého oceánu. Byl pojmenován po Angličanu Doughertym, kapitánovi velrybářské plachetnice James Stewart, který oznámil jeho objev v roce 1841. Lokalizoval ho na 59. stupni a 20. minutě jižní šířky a 120. stupni a 20. minutě západní délky a popsal jako zaledněný ostrov s příkrými břehy, dlouhý pět až šest anglických mil. Doughertyho pozorování potvrdil v roce 1860 kapitán Keates (podle něhož byl také někdy nazýván Keatesův ostrov) a v roce 1886 kapitán Stannard. Ostrov se objevil i na oficiálních mapách vydaných Britskou admiralitou.
Počátkem dvacátého století oznámili kapitán Greenstreet i Robert Falcon Scott, že na místě údajného Doughertyho ostrova žádnou pevninu nenašli. V roce 1909 podnikl John King Davis v rámci expedice Nimrod důkladné hledání přízračných ostrovů v mořích okolo Antarktidy, jakými byly také ostrov Emerald, Nimrodovy ostrovy nebo Swainův ostrov (nezaměňovat se Swains Island v Polynésii), ani v jednom případě nebyl úspěšný. Existenci Doughertyho ostrova vyloučila také loď Carnegie v roce 1915 a kapitán Mackenzie na Discovery roku 1931. Přesto je Doughertyho ostrov uveden ještě na české školní mapě vydané roku 1952.
Zmizení ostrova, o jehož existenci informovalo vícero spolehlivých a zkušených námořníků, není spolehlivě vysvětleno. Nejpravděpodobnější verzí je, že šlo o obrovský ledovec, který se na sklonku 19. století rozpustil. Vzhledem k tomu, že se nikdo z objevitelů na ostrově nevylodil, nemuseli si všimnout, že ostrov není tvořen pevnou skálou.